# Gheorghe Ivancenco
Gheorghe (Ivancenco) Ivancenko   (n. 18 mai 1914, Sankt Petersburg, Rusia - d. 23 aprilie 1979 București) a fost un  pictor, gravor, artist decorator și eseist român.
Gheorghe Ivancenko s-a remarcat ca un deosebit gravor. În lumea artei este cunoscut și sub numele de Gh. Ivancenco. Timp de 30 de ani Gheorghe Ivancenco a fost profesor universitar al Institutului de Arte Plastice „Nicolae Grigorescu”, București, Secția Gravură.

## Studii
- 1938 Școala de Arte Frumoase din București, Profesor Francisc Șirato .

## Cărți ilustrate
- Un cuib de nobili de TURGHENIEV IVAN SERGHEEVICI, Editura  A.R.L.U.S. Cartea Rusă, 1953

## Lucrări în Muzee
- Muzeul  Național de  Artă din București, (Cabinetul de Desene, Stampe și Gravuri)
- Muzeul de Artă din Baia Mare
- Muzeul de Artă din Constanța
- Muzeul de Artă din Tulcea
- Muzeul de Artă din Sankt Petersburg
- Muzeul de Artă Ploiești, (Cabinetul de Gravuri)

## Distincții
- Medalia Muncii (9 iunie 1954) „pentru merite deosebite în domeniul artelor plastice”[1]
- Ordinul Muncii clasa a III-a (1 octombrie 1957) „pentru merite deosebite în activitatea artistică”[2]